# Jeffrey Osborne
Jeffrey Linton Osborne (Providence, 9 maart 1948) is een Amerikaanse funk- en r&b–muzikant, songwriter en voormalig leadzanger van de band L.T.D..

## Jeugd
Osborne is de jongste van twaalf kinderen in een muzikale familie. Hij heeft vijf broers en zes zusters, die hem deels volgden in de muziekbusiness. Zijn broer Billy was ook lid van L.T.D.. Zijn vader Clarence 'Legs' Osborne was een groots trompettist, die had samengespeeld met Lionel Hampton, Count Basie en Duke Ellington.

## Carrière
Osborne begon zijn muziekcarrière in 1969 bij de band Love Men Ltd., welke later de afkorting L.T.D. kreeg. De band nam hits op als Love Ballad (1976), Everytime I Turn Around (Back in Love Again) (1977) en Holding on (When Love Is Gone) (1978). Alle genoemde nummers bereikten de toppositie van de Amerikaanse r&b-hitlijst. Eerst was Osborne drummer in de band, later belastte hij zich met de leadzang. Vanaf 1980 startte hij een solocarrière.
In 1982 bracht Osborne zijn gelijknamig debuutalbum uit bij A&M Records, dat zijn eerste beide hitsingles On the Wings of Love en I Really Don't Need No Light bevat. In totaal had Osborne tot vandaag 25 hits in de r&b-hitlijst. In het standardwerk Top R&B Singles 1942–1995 wordt hij geplaatst op de 19e plaats van de succesvolste artiesten van de jaren 1980. Verdere succesvolle hits waren Don't You Get So Mad, Stay with Me Tonight (1983), The Last Time I Made Love (1984 met Joyce Kennedy), You Should Be Mine (The Woo Woo Song) (1986), Love Power (1987 met Dionne Warwick), She's on the Left (1988, zijn enige nummer 1-hit als solist in de r&b-hitlijst) en Only Human (1990). Zijn albums van 1983 tot 1986 werden elk onderscheiden met goud voor 500.000 verkochte exemplaren. In deze jaren kreeg hij ook drie Grammy Award-nominaties. Een verdere volgde in 2001.
In 2013 nam hij het album A Time For Love op met standards. Deze cd was een van de laatste producties van George Duke kort voor diens overlijden.
In 1985 was Osborne deel van de supersterren-band USA for Africa, die de benefiet-wereldhit We Are the World inzongen.

## Privéleven
Osborne is getrouwd en heeft drie kinderen.

## Discografie

### Singles
- You Should Be Mine (The Woo Woo Song)
- We're Going All the Way
- On the Wings of Love
- Love Power (1987 met Dionne Warwick)
- Love Ballad
- Stay with Me Tonight
- Back in Love Again
- Don't You Get So Mad
- Only Human
- I Really Don't Need No Light
- Eenie Meenie
- She's on the Left
- Congratulations
- You Were Made to Love

### Albums
- 1982: Jeffey Osborne (A&M Records)
- 1983: Stay with Me Tonight (A&M Records)
- 1984: Don't Stop (A&M Records)
- 1986: Emotional (A&M Records)
- 1988: One Love: One Dream (A&M Records)
- 1991: Only Human (Arista Records)
- 1997: Something Warm for Christmas (A&M Records)
- 1999: Ultimate Collection (Hip-O)
- 2000: That's for Sure (Private Music)
- 2001: Love Songs
- 2002: Best of Jeffrey Osborne – Millennium Collection
- 2003: Music Is Life (Koch)
- 2005: From the Soul (Koch)
- 2013: A Time To Love (Rykodisc/Warner)

- Gemeinsame Normdatei: 134477820
- International Standard Name Identifier: 0000 0001 1442 0338
- Library of Congress Control Number: n91078550
- MusicBrainz: dfb666cb-933c-4675-8678-da8d6b43f86b
- Nationale Bibliotheek van Tsjechië: xx0120326
- Nationale Bibliotheek van Polen: a0000002212984
- Nederlandse Thesaurus van Auteursnamen: 070451648
- Virtual International Authority File: 37105681
- WorldCat: E39PBJhd46gtqfKmCqXMJ6PRKd